# Lista instituțiilor de educație din Belgrad
Aceasta este o listă a instituțiilor educaționale din Belgrad, Serbia.

## Învățământ superior
- Universitatea de la Belgrad
- Academia de Arte Frumoase
- Universitatea Megatrend
- Universitatea Union
- Universitatea Braća Karić
- Universitatea Singidunum
- Universitatea Europeană din Belgrad
- Academia de Poliție
- Academia Militară

## Învățământul secundar
Licee de la Belgrad:
- Liceul numărul 1 din Belgrad
- Liceul Psihologic din Belgrad
- Liceul numărul 3 din Belgrad
- Liceul numărul 4 din Belgrad
- Liceul numărul 5 din Belgrad
- Liceul numărul 6 din Belgrad
- Liceul numărul 7 din Belgrad
- Liceul numărul 8 din Belgrad
- Liceul numărul 9 din Belgrad
- Liceul numărul 10 din Belgrad
- Liceul Sportiv din Belgrad
- Liceul numărul 12 din Belgrad
- Liceul numărul 13 din Belgrad
- Liceul numărul 14 din Belgrad
- Liceul numărul 15 din Belgrad
- Liceul Sfântul Sava din Belgrad
- Liceul Zemun
- Liceul de matematică din Belgrad
- Liceul Obrenovac
- Liceul Mladenovac
- Liceul Lazarevac